# Mitsubishi J2M Raiden
El Mitsubishi J2M (en japonès:Raiden, 雷電) (en català: llamp) va ser un avió de caça monomotor usat per l'Armada Imperial Japonesa durant la Segona Guerra Mundial. El nom en clau dels aliats era Jack.

## Disseny i desenvolupament
El J2M va ser dissenyat per Jirō Horikoshi, creador del Mitsubishi A6M Zero. Es va ser dissenyat específicament per a missions d'intercepció per a la defensa del territori nacional japonès. Estava ideat per contrarestar l'amenaça dels bombarders que volaven a gran altitud, comptant amb una elevada velocitat i un potent armament, en detriment de la seva poca maniobrabilitat.
Un requeriment emès en 1938 per l'Armada Imperial Japonesa per a un nou interceptor monoplaça va conduir al disseny i construcció de tres prototips Mitsubishi J2M1, dels quals el primer va realitzar el seu vol inaugural el 20 de març de 1942.
La configuració de l'aeronau era d'ala baixa tipus cantilever amb tren d'aterratge retràctil del tipus de roda de cua. Aquest model va tenir un desenvolupament dilatat a causa que les demandes urgents de motors van limitar l'elecció de la planta motriu adequada. Això va donar com a resultat la instal·lació d'un motor radial Mitsubishi Kasei 13 d'1.430 cv; el diàmetre d'aquesta màquina va obligar a adoptar un eix de transmissió més llarg a fi de poder endarrerir el motor i reduir el diàmetre del capó del mateix.
Les primeres avaluacions van revelar que el J2M1 no complia amb les especificacions de l'Armada respecte a la seva velocitat i taxa d'ascens. Aquesta deficiència es va solucionar gràcies a la instal·lació d'un motor més potent, el MK4R-A Kaseia. Així equipat, l'avió va ser denominat J2M2 i, en aquesta configuració, es va ordenar la seva posada en producció, designat oficialment Caça Interceptor Raiden Modelo 11 de l'Armada. Com van prosseguir, no obstant això, els problemes de prestacions inadequades, el model no va entrar en servei fins a desembre de 1943, data en què ja havia aparegut la principal versió de sèrie, la J2M3, que diferia principalment per l'armament instal·lat.
Entre les variants s'expliquen la J2M3a, amb armament revisat, i la J2M5 última variant de sèrie i dotada amb un motor Mitsubishi MK4O-4 d'1.820 cv, que va ser produïda també en la subvariant J2M5a (amb armament diferent), més dos prototips J2M4 amb motors turbo-alimentats i, finalment, un únic J2M6, que era una modificació d'un J2M3 amb cabina millorada. Quan va cessar la seva producció, Mitsubishi havia construït un total de 476 avions de totes les variants (prototips inclosos).
Amb l'àlies aliat de Jack, el J2M Raiden va entrar per primera vegada en operació en 1944, si bé amb escàs èxit. No obstant, a mesura que avançava la guerra el Raiden va anar guanyant en vàlua fins a convertir-se en un excel·lent avió de defensa del territori japonès, permanentment amenaçat per les incursions de bombardejos aeris fets pels aliats.

## Producció
Un total de 621 aeronaus van ser construïdes per Mitsubishi en les plantes localitzades en Nagoya i Suzuka. 128 J2M3 van ser construïts per Koza Kaigun Kokusho (Koza Arsenal Aeri-Naval).
- J2M1 - 8 aeronaus
- J2M2 - 131 aeronaus (aproximadament)[2]
- J2M3 - 307 aeronaus construïdes per Mitsubishi i 128 aeronaus construïdes per Koza KK
- J2M4 - 2 aeronaus. (incloent un J2M3 convertit en J2M4)[3]
- J2M5 - 43 aeronaus
- J2M6 - 2 aeronaus

## Operadors
Japó
- Servei Aeri de l'Armada Imperial Japonesa
  - 302 Kokutai
  - 332 Kokutai
  - 352 Kokutai
  - 381 Kokutai
  - Genzan Kokutai
  - Tainan Kokutai

  Indonèsia
- En 1945, Força Popular de seguretat d'Indonèsia (Força Provisional), va capturar un petit nombre d'avions japonesos en diverses bases aèries, entre elles la Base Aèria Bugis en Malang. La majoria de les aeronaus van ser destruïdes pel conflicte militar entre els Països Baixos i la recentment proclamada República d'Indonèsia durant la Revolució Nacional d'Indonèsia de 1945-1949.

## Especificacions
Dades de Mitsubishi J2M3-21 Raiden
Característiques generals
- Tripulació: un pilot
- Longitud: 9,70 m
- Envergadura: 10,80 m
- Alçada: 3,81 m
- Superfície de l'ala 20 m²
- Pes buit: 2.839 kg
- Pes carregat: 3.211 kg
- Motors: 1×  motor radial de 14 cilindres en dues fileres Mitsubishi MK4R-A Kasei 23a, 1.379 kW (1.850 cv)

 Rendiment 
- Velocitat màxima: 596 km/h （322 kn） (@ 5.450 m)
- Abast: 560 km
- Sostre de servei: 11.430 m
- Ràtio d'ascens: 1.402 m/min
- Càrrega alar: 174 kg/m²
- Potència/pes: 0,42 kW/kg

Armament

- 2 × canons automàtics Tipus 99-2 de calibre 20x101mmRB a l'arrel de cada ala, amb 190 cartutxos per arma
- 2 × canons automàtics Tipus 99-1 de calibre 20x101mmRB a la part exterior de cada ala, amb 210 cartutxos per arma
- 2 × 60 kg de bombes o 2 × dipòsits de combustible extern de 200 L o un dipòsit de combustible extern central